# کاوینگ
کاوینگ مرکز استان ایرلند نو، واقع در کشور پاپوآ گینه نو است.